# تاج الحاضرة (مسلسل)
تاج الحاضرة مسلسل تاريخي درامي تونسي يتكون من أربعة عشرة حلقة، عُرض في رمضان سنة 2018 على قناة الحوار التونسي، وهو من تأليف رضا القحام وإخراج سامي الفهري وسوسن الجمني، تدور أحداثه في فترة النظام الملكي في تونس أثناء حكم أحمد باي الأول في القرن التاسع عشر أي قبل انتصاب الحماية الفرنسية.
تناول المسلسل ما عرفته تلك الفترة من الأزمات المتزامنة مثل ظهور وباء الكوليرا في البلاد، وتمرد العساكر، ووشايات الحكم، وتدخل أميرات القصر الملكي في كواليس السياسة.

## القصة
يسرد المسلسل فترة من تاريخ تونس، حيث يروي قصة أحمد باي الأول، ملك البلاد من 1837 إلى 1855 وعدد من أفراد العائلة المالكة في تلك الفترة، مثل للّا دوجة وللّا حسينة، شقيقتا باي المحلة (ولي العهد)، المتزوجتان من الفريق بن عصمان وشكير خوجة الخيل على التوالي. عرفت تلك الفترة عدة أزمات، أبرزها تمرد عساكر زواوة على الباي، فيأمر هذا الأخير بإعدام العساكر المتمردين، رغم تدخل الوزراء وتسليم العساكر لأنفسهم.
في منزل شكير خوجة الخيل، يرفض ابنه حمودة العمل في القشلة (الثكنة العسكرية) ويريد المكوث في جامع الزيتونة، ليصبح قاضيًا، إلا أن والده يرفض. أما في منزل الفريق بن عصمان، تطرد للّا دوجة خادمتها عربية من القصر بعد أن تعرف بعلاقتها مع ابنها محمد القاسم. من جانبها، تحاول زبيدة ابنة للّا حسينة، التقرب من محمد القاسم بدفع من والدتها وخالتها، لكنه لم يبادلها نفس الشعور.
تضطر عربية للسكن في وكالة خيرية تديرها سيدة تُدعى شريفة. عندما تعلم هذه الأخيرة بحملها من محمد القاسم، تقرر تزويجها من حرفيّ بسوق النحاس بالمدينة العتيقة، يُدعى عبود. لكن هذا الأخير يعاملها بقسوة لأنه يعلم بأنها لا تزال تحب محمد القاسم.
يظهر وباء الكوليرا في باجة، ويخاف الباي أن يصل الوباء إلى الحاضرة (العاصمة)، فيجتمع بأفراد الديوان الملكي للنظر في الأمر وإيجاد حل قبل توسع المرض في كامل أنحاء المملكة. يقرر الديوان إعطاء الأولوية لحماية الباي وإبقائه في مكان آمن. من جهته، يصاب محمد القاسم بالكوليرا ويذهب خير الدين لزيارته. مع مغادرة الباي إلى قصر المحمدية خوفًا من الوباء، يموت أبناؤه بالمرض، فتسوء الحالة النفسية لزوجته للّا منّانة، خاصة وأنه لم يصطحب معه إلى المحمدية إلا عشيقته تاجة.
مع الانتهاء التدريجي للمرض، يستفيق محمد القاسم من الغيبوبة، لكنه يجد نفسه عاجزًا عن تحريك نصفه الأيسر، فيُصاب بالشلل. كما تهرب عربية من منزل عبود إلى وكالة شريفة بعد أن علمت بمخطط عبود ببيع ابنها. أمام شلل ابنهما، يقرر الفريق بن عصمان وزوجته للّا دوجة تزويجه من ابنة عمه زبيدة. بعد زواجه، يستعيد محمد القاسم الحركة تدريجيًا، ولكن يتضح أن زبيدة تُعاني من مشاكل عقم. نتيجة لذلك، تحاول للّا دوجة البحث عن ابن عربية لافتكاكه منها. تقوم شريفة بمساعدة عربية على الاختباء بالمدرسة السليمانية. مع تطور الأحداث، يتضح أن زبيدة ورثت مشاكل العقم من خالتها، حيث أن للّا دوجة غير قادرة على الإنجاب، وأن محمد القاسم هو ابن الفريق بن عصمان من زوجته الأولى، محبوبة، حيث تركها في الكاف مع أبنائه الآخرين.
من جانب آخر، تعرف المملكة عدة أزمات مثل الجفاف واختلاس الأموال من المسؤولين كمحمود بن عياد، فتتصاعد ديون الدولة لفائدة فرنسا. يطلب خير الدين من أحمد باي التخفيض في الميزانية المخصصة للجيش، لكن هذا الأخير يرفض رفضًا قاطعًا. من جانبه، يتقدم خير الدين لخطبة للّا جنات، ابنة الوزير مصطفى خزندار والأميرة للّا كلثوم.

## الشخصيات

### الشخصيات الرئيسية
- عزيز باي: «أحمد باي الأول» ملك المملكة التونسية بين 1837 و1855
- هشام رستم: «مصطفى صاحب الطابع» الوزير الأكبر للمملكة
- أحمد الأندلسي: «مصطفى خزندار» وزير مالية المملكة
- فتحي المسلماني: «مصطفى آغا» وزير حربية المملكة
- ياسين بن قمرة: «خير الدين التونسي» أمير لواء خيالة بالجيش الملكي التونسي
- رؤوف بن عمر: «أحمد بن أبي الضياف» مؤرخ والمرافق الشخصي لأحمد باي
- نجيب بلقاضي: «الفريق بن عصمان» فريق أول بالجيش الملكي التونسي
- محمد مراد: «محمد القاسم بن عصمان» أمير لواء بالجيش الملكي التونسي، ابن الفريق بن عصمان
- الشاذلي العرفاوي: «شكير خوجة الخيل» المسؤول عن خيول الباي، شقيق الفريق بن عصمان
- أمين بن صالح: «حمودة» قاضي، ابن شكير خوجة الخيل
- حسام الساحلي: «محمود بن عياد» رجل أعمال والقابض العام للمملكة
- مريم بن مامي: «للّا دوجة» زوجة الفريق بن عصمان، شقيقة ولي العهد محمد باي
- نجلاء بن عبد الله: «للّا حسينة» زوجة شكير خوجة الخيل، شقيقة ولي العهد محمد باي وللّا دوجة
- مريم بن حسين: «للّا البيّة منّانة» أو «أمينة شلبي» زوجة أحمد باي، بيّة تونس (الملكة)
- سامية رحيم: «للّا عائشة» أو «إيلينا غراتزيا رافو»، زوجة مصطفى باي (والد أحمد باي)

### الشخصيات الثانوية
- وحيدة الدريدي: «شريفة» أو «بشيرة» صاحبة وكالة خيرية
- غادة شاكة: «عربية» خادمة قصر الفريق بن عصمان وعشيقة محمد القاسم
- مريم بوقديدة: «زبيدة» ابنة للّا حسينة وشكير خوجة الخيل، زوجة محمد القاسم
- العربي المازني: «عبد الله» أو «عبود» نحاس بأسواق مدينة تونس العتيقة، زوج عربية
- أميمة بن حفصية: «نجمة» أحد سكان وكالة شريفة
- ريم بن مسعود: «سالمة» أحد سكان وكالة شريفة
- لبنى السديري: «ذهبية» أحد سكان وكالة شريفة
- محمد قريع: «صالح» أحد سكان وكالة شريفة
- ميلا بن يوسف: «حفصية» الزوجة الثانية لشكير خوجة الخيل
- شاكرة رماح: «محبوبة» الزوجة الأولى للفريق بن عصمان
- نسيم زيادية: «حمزة الماجري» ابن الفريق بن عصمان ومحبوبة
- مريم الصباغ: «للّا كلثوم» زوجة مصطفى خزندار و شقيقة أحمد باي
- لميس مالوش: «للّا جنات» ابنة مصطفى خزندار وللّا كلثوم، خطيبة خير الدين

### ضيوف الشرف
- عبد العزيز المحرزي: «عبد العزيز» وكيل المدرسة السليمانية
- أنيسة لطفي: «عائشة» كبيرة خدم قصر خير الدين
- محمد السياري: «محمد بن عياد» رجل أعمال ووالد محمود بن عياد
- منصف العجنقي: «رمضان» عسكري من عساكر زواوة بالجيش الملكي التونسي
- محسن الشريف: «سي الممّي» عازف عود، أستاذ للّا جنات
- أيمن عمار: «عبد الله المرابط» أمير لواء المحمدية بالجيش الملكي التونسي
- عائشة قاسم: «العلجية تاجة» عشيقة أحمد باي
- لسعد الجموسي: «الشيخ رحيّم» شيخ المذهب الحنفي في الحاضرة
- مهذب الرميلي: «الهذيلي» عسكري وأحد سكان وكالة شريفة، شقيق صالح
- نصاف بن حفصية: «للّا حكيمة» كبيرة خدم القصر الملكي
- شيماء العباسي: «صابرة» ابنة الفريق بن عصمان ومحبوبة
- بحري الرحالي: «شيخ الربض» رجل دين في الحاضرة
- جويل بوسطن: «أرماندو» حكيم إيطالي يعيش في المملكة

## مواقع التصوير
تم تصوير المسلسل في عدة قصور تابعة لبايات تونس في السابق وهي: قصر زروق، النجمة الزهراء، دار الكاملة، قصر العبدلية، قصر السعيد، دار الجلولي، إقامة سفير بريطانيا بتونس، برج سيدي علي المكي (أو البرج اللوطاني في غار الملح).